# Pierre Whalon
Pierre Welté Whalon, né le 12 novembre 1952 à Newport, au Rhode Island, est un évêque anglican franco-américain.

## Biographie
Citoyen français et américain, il dessert des paroisses en Floride et en Pennsylvanie, avant sa consécration épiscopale le 18 novembre 2001 à Rome, dans la paroisse anglicane Saint-Paul. Il est évêque chargé des Églises épiscopaliennes américaines en Europe, réunies au sein de la Convocation des Églises épiscopaliennes en Europe, de 2001 à 2019. Alors que tous ses prédécesseurs étaient des évêques qui avaient servi ailleurs avant d'aller en Europe, Mgr Whalon est le premier évêque élu par les délégués laïques et ecclésiastiques des paroisses. La veille de sa consécration, il avait été reçu par le pape Jean-Paul II, qui lui avait formellement souhaité la bienvenue en Europe, une première pour un évêque anglican.